# Acalolepta parabolanica
Acalolepta parabolanica är en skalbaggsart som beskrevs av Stefan von Breuning 1980. Acalolepta parabolanica ingår i släktet Acalolepta och familjen långhorningar. Inga underarter finns listade i Catalogue of Life.